# Cyphocharax pinnilepis
Cyphocharax pinnilepis is een straalvinnige vissensoort uit de familie van de brede zalmen (Curimatidae). De wetenschappelijke naam van de soort is voor het eerst geldig gepubliceerd in 2010 door Vari, Zanata & Camelier.